# Capalonga
Capalonga é um município de  terceira classe de renda municipal (d) na província Camarines Norte, nas Filipinas. De acordo com o censo de 1 de maio  de  2020 possui uma população de 36 223 pessoas e 8 344 domicílios.